# Campeonato da Oceania de Atletismo de 1996
O Campeonato da Oceania de Atletismo de 1996 foi a 3ª edição da competição organizada pela Associação de Atletismo da Oceania entre os dias 28 a 30 de novembro de 1996. Teve como sede o estádio Townsville Sports Reserve, na cidade de Townsville, na Austrália, sendo disputadas 42 provas (22 masculino e 20 feminino). Teve como destaque a Nova Zelândia com 26 medalhas no total, 14 de ouro. 

## Medalhistas
Esses foram os resultados da competição. 

### Masculino
| Evento                      | Ouro                            | Ouro     | Prata                             | Prata    | Bronze                                                | Bronze   |
| --------------------------- | ------------------------------- | -------- | --------------------------------- | -------- | ----------------------------------------------------- | -------- |
| 100 metros                  | Tuluta'u Koula · Tonga          | 10.56    | Justin Smith · Austrália          | 10.61    | Aminiasi Babitu · Fiji                                | 10.82    |
| 200 metros                  | Soloveni Nakaunicina · Fiji     | 21.54w   | Laurence Jack · Vanuatu           | 22.02w   | Aminiasi Babitu · Fiji                                | 22.19w   |
| 400 metros                  | Bjorn Jansen · Nova Zelândia    | 47.43    | Soloveni Nakaunicina · Fiji       | 47.55    | Baptiste Firiam · Vanuatu                             | 48.97    |
| 800 metros                  | Mark Turner · Nova Zelândia     | 1:53.61  | Sebastine Sena · Papua-Nova Guiné | 1:54.49  | Andrew Keane · Austrália                              | 1:55.67  |
| 1 500 metros                | MMark Turner · Nova Zelândia    | 3:58.52  | Mark McDonald · Nova Zelândia     | 3:59.69  | Sebastine Sena · Papua-Nova Guiné                     | 4:00.82  |
| 5 000 metros                | Isireli Naikelekelevesi · Fiji  | 15:54.65 | Jonas Sumu · Vanuatu              | 16:10.76 | Morris Manai · Papua-Nova Guiné                       | 16:17.81 |
| 10 000 metros               | Primo Higa · Ilhas Salomão      | 34:04.45 | Isireli Naikelekelevesi · Fiji    | 35:27.94 | Rendelius Germinaro · Estados Federados da Micronésia | 38:24.32 |
| 10 km marcha atlética       | Nick McDonald · Nova Zelândia   | 51:17    | Dip Chand · Fiji                  | 54:30    |                                                       |          |
| 110 metros barreiras        | Avele Tanielu · Samoa           | 15.15    | Graham Pether · Austrália         | 15.37    | Steven Heard · Austrália                              | 15.49    |
| 400 metros barreiras        | Callum Stuart · Nova Zelândia   | 53.74    | Brendan Mallyon · Austrália       | 55.24    | Avele Tanielu · Samoa                                 | 67.51    |
| 3.000 metros com obstáculos | Primo Higa · Ilhas Salomão      | 9:41.87  | Jonas Sumu · Vanuatu              | 9:48.30  | Morris Manai · Papua-Nova Guiné                       | 9:48.31  |
| Meia maratona               | Charles Martel · Austrália      | 1:14:18  | Primo Higa · Ilhas Salomão        | 1:15:28  | Georges Richmond · Polinésia Francesa                 | 1:16:54  |
| 4×100 metros estafetas      | Fiji                            | 42.36    | Vanuatu                           | 42.39    | Austrália                                             | 42.75    |
| 4×400 metros estafetas      | Papua-Nova Guiné                | 3:21.51  | Vanuatu                           | 3:22.34  | Austrália                                             | 3:22.38  |
| Salto em altura             | Zane Dockray · Austrália        | 2.07     | Hapo Maliaki · Papua-Nova Guiné   | 1.99     | Benetti Schwalger · Samoa                             | 1.96     |
| Salto com vara              | Lee Brown · Austrália           | 4.20     | Latu Tufunga · Tonga              | 4.20     | Steven May · Austrália                                | 4.00     |
| Salto em comprimento        | Robert Tubaga · Vanuatu         | 6.99     | Lee Brown · Austrália             | 6.83     | Colin Kerr · Nova Zelândia                            | 6.81     |
| Salto triplo                | Clinton Joyce · Austrália       | 15.20    | Josh Ferguson · Austrália         | 15.10    | Avele Tanielu · Samoa                                 | 13.31    |
| Arremesso de peso           | Chris Gaviglio · Austrália      | 15.92    | Richard Thompson · Nova Zelândia  | 15.89    | Kevin Galea · Austrália                               | 15.17    |
| Lançamento de disco         | Chris Boccalatte · Austrália    | 49.90    | Patrick Hellier · Nova Zelândia   | 49.90    | Chris Gaviglio · Austrália                            | 49.80    |
| Lançamento do martelo       | Patrick Hellier · Nova Zelândia | 63.60    | Brentt Jones · Ilha Norfolk       | 52.10    | Daniel Goulding · Austrália                           | 41.26    |
| Lançamento do dardo         | Andrew Harrison · Nova Zelândia | 65.26    | Ian Swarbrick · Austrália         | 60.36    | Blair Stewart · Nova Zelândia                         | 59.64    |

### Feminino
| Evento                 | Ouro                            | Ouro     | Prata                                | Prata    | Bronze                           | Bronze  |
| ---------------------- | ------------------------------- | -------- | ------------------------------------ | -------- | -------------------------------- | ------- |
| 100 metros             | Siulolo Liku · Tonga            | 12.26    | Tasha Williams · Nova Zelândia       | 12.27    | Melissa Toigo · Austrália        | 12.51   |
| 200 metros             | Renee Robson · Austrália        | 24.51w   | Anita Sutherland · Nova Zelândia     | 25.13w   | Rossa Maira · Papua-Nova Guiné   | 25.40w  |
| 400 metros             | Renee Robson · Austrália        | 55.27    | Rossa Maira · Papua-Nova Guiné       | 57.78    | Rachael Savage · Nova Zelândia   | 58.47   |
| 800 metros             | Vasa Tulahe · Tonga             | 2:23.37  |                                      |          |                                  |         |
| 1 500 metros           | Salome Tabuatalei · Fiji        | 4:52.05  | Vasa Tulahe · Tonga                  | 4:54.25  | Sieni Skelton · Samoa Americana  | 5:51.48 |
| 5 000 metros           | Salome Tabuatalei · Fiji        | 19:17.56 | Vasa Tulahe · Tonga                  | 19:34.12 |                                  |         |
| 10 km marcha atlética  | Angela Keogh · Ilha Norfolk     | 57:14    |                                      |          |                                  |         |
| 100 metros barreiras   | Siulolo Liku · Tonga            | 14.61w   | Melina Hamilton · Nova Zelândia      | 14.92w   | Elaine Glen · Austrália          | 15.88w  |
| 400 metros barreiras   | Megan Minehane · Austrália      | 65.15    |                                      |          |                                  |         |
| Meia maratona          | Marion Canute · Austrália       | 1:21:43  | Monique Greenoff-Gaffney · Austrália | 1:43:07  | Sieni Skelton · Samoa Americana  | 1:59:15 |
| 4×100 metros estafetas | Nova Zelândia                   | 47.67    | Austrália                            | 49.84    |                                  |         |
| 4×400 metros estafetas | Nova Zelândia                   | 3:59.83  | Austrália                            | 4:07.35  |                                  |         |
| Salto em altura        | Belinda Lavarack · Austrália    | 1.74     | Vicki Collins · Austrália            | 1.74     |                                  |         |
| Salto com vara         | Melina Hamilton · Nova Zelândia | 3.60     |                                      |          |                                  |         |
| Salto em comprimento   | Melissa Toigo · Austrália       | 6.11     | Siulolo Liku · Tonga                 | 5.96     | Anita Sutherland · Nova Zelândia | 5.79    |
| Salto triplo           | Siulolo Liku · Tonga            | 12.29    | Caryn Morris · Austrália             | 11.91    | Megan Minehane · Austrália       | 11.61   |
| Arremesso de peso      | Raylene Bates · Nova Zelândia   | 13.11    | Maria Disolokai · Fiji               | 12.18    | Joanne Morris · Austrália        | 12.17   |
| Lançamento de disco    | Raylene Bates · Nova Zelândia   | 42.08    | Maria Disolokai · Fiji               | 37.70    | Helen Wallis · Austrália         | 36.06   |
| Lançamento do martelo  | Tasha Williams · Nova Zelândia  | 53.24    | Raylene Bates · Nova Zelândia        | 46.36    | Sharyn Tennent · Austrália       | 39.80   |
| Lançamento do dardo    | Hayley Wilson · Nova Zelândia   | 45.68    | Renee Jacobsen · Nova Zelândia       | 40.86    | Brooke Stevenson · Austrália     | 38.50   |

## Quadro de medalhas
| Ordem | País                            | Medalha de ouro | Medalha de prata | Medalha de bronze | Total |
| ----- | ------------------------------- | --------------- | ---------------- | ----------------- | ----- |
| 1     | Nova Zelândia                   | 14              | 8                | 4                 | 26    |
| 2     | Austrália                       | 12              | 11               | 15                | 38    |
| 3     | Fiji                            | 5               | 5                | 2                 | 12    |
| 4     | Tonga                           | 5               | 4                | 0                 | 9     |
| 5     | Ilhas Salomão                   | 2               | 1                | 0                 | 3     |
| 6     | Vanuatu                         | 1               | 5                | 1                 | 7     |
| 7     | Papua-Nova Guiné                | 1               | 3                | 4                 | 8     |
| 8     | Ilha Norfolk                    | 1               | 1                | 0                 | 2     |
| 9     | Samoa                           | 1               | 0                | 3                 | 4     |
| 10    | Samoa Americana                 | 0               | 0                | 2                 | 2     |
| 11    | Estados Federados da Micronésia | 0               | 0                | 1                 | 1     |
| 11    | Polinésia Francesa              | 0               | 0                | 1                 | 1     |
| Total | Total                           | 42              | 38               | 33                | 113   |

## Participantes (não oficial)
A participação de atletas de 16 países pode ser determinada a partir da publicação Estatísticas das Ilhas do Pacífico. 
| - Samoa Americana - Austrália - Ilhas Cook - Fiji - Guam - Estados Federados da Micronésia | - Nauru - Nova Zelândia - Ilha Norfolk - Marianas Setentrionais - Papua-Nova Guiné | - Samoa - Ilhas Salomão - Polinésia Francesa - Tonga - Vanuatu |

Legenda
| Recorde mundial       | Recorde mundial (World record)               |                       | Recorde africano                      | Recorde africano (African) |                                           | Q | Classificado por posição (Qualified) |
| Recorde do campeonato | Recorde do campeonato (Championship record)  | Recorde da América    | Recorde da América (Americas)         | q                          | Classificado por melhor tempo (Qualified) |   |                                      |
| Melhor marca do ano   | Melhor marca do ano (World leading)          | Recorde asiático      | Recorde asiático (Asian)              | DNS                        | Não largou (Did not start)                |   |                                      |
| Recorde nacional      | Recorde nacional (National record)           | Recorde europeu       | Recorde europeu (European)            | DNF                        | Não terminou (Did not finish)             |   |                                      |
| Recorde pessoal       | Recorde pessoal do atleta (Personal best)    | Recorde da Oceania    | Recorde da Oceania (Oceania)          | DSQ / DQ                   | Desclassificado (Disqualified)            |   |                                      |
| Recorde da temporada  | Recorde da temporada do atleta (Season best) | Recorde sul-americano | Recorde sul-americano (South America) | NM                         | Sem marca (No mark)                       |   |                                      |